# Banderas del gobierno nacionalista de Nankín
Durante la segunda guerra sino-japonesa, los invasores japoneses establecieron una variedad de gobiernos títeres como el Gobierno provisional de la República de China y el Gobierno reformado de la República de China que utilizaron la bandera de las cinco razas bajo una unión a pesar de que el gobierno legitimo de China había cambiado a la actual bandera de la República de China.
Cuando el régimen de Wang Jingwei se estableció el 30 de marzo de 1940 en Nankín, Wang Jingwei estaba decidido a hacerse cargo de los gobiernos anteriores instalados por los japoneses y centralizar a los nacionalistas chinos bajo lo que decían ser el sucesor legítimo de la República de China que exigía usar la bandera moderna como un medio para desafiar la autoridad del gobierno de Chongqing bajo Chiang Kai-shek y posicionarse como el legítimo sucesor de Sun Yat-sen.

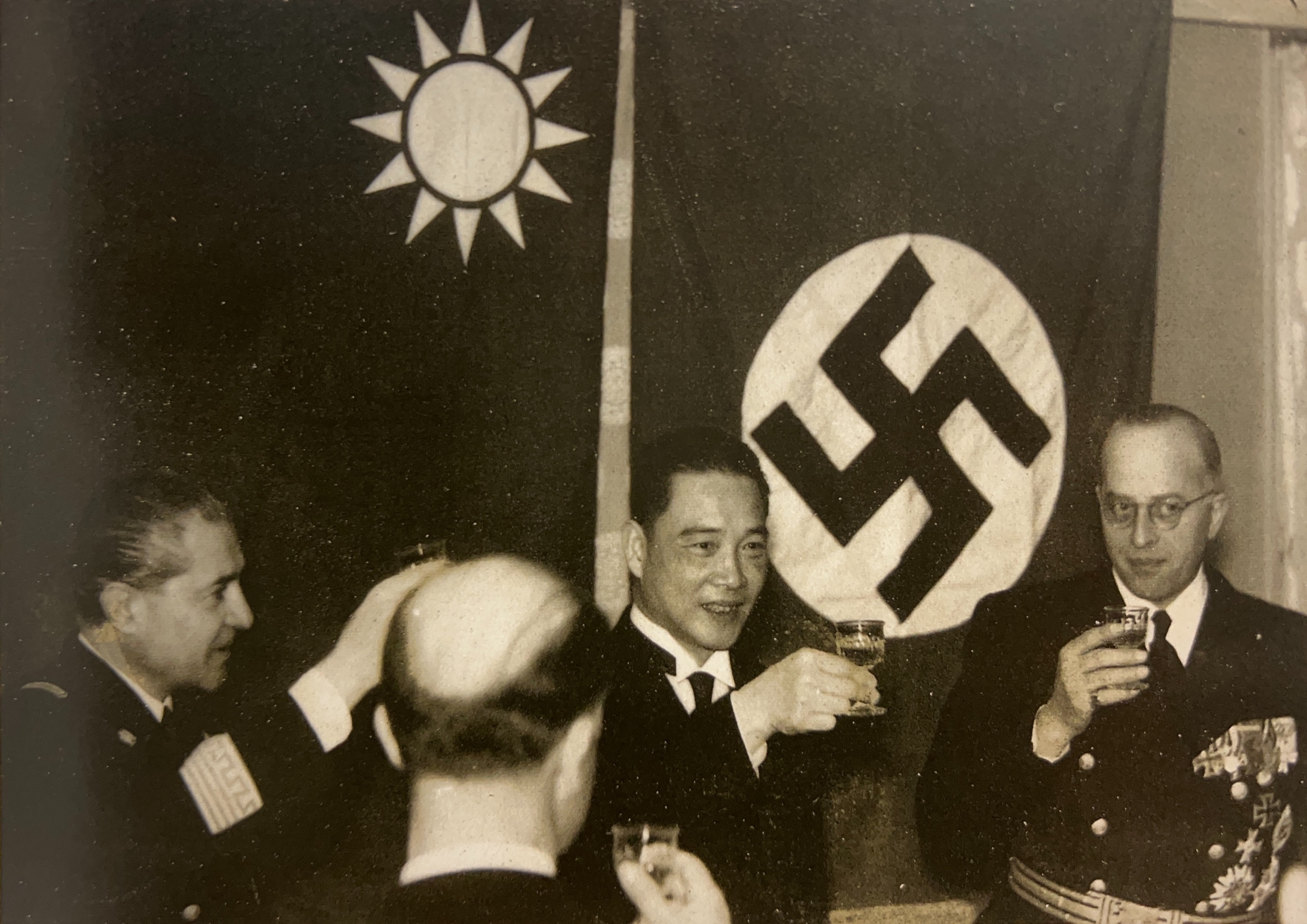
La bandera utilizada en el interior junto a la bandera de la Alemania nazi.

Sin embargo, los japoneses prefirieron la bandera las Cinco razas bajo una unión. Como compromiso, los japoneses sugirieron agregar un banderín amarillo triangular en la parte superior con el lema "Paz, anticomunismo, construcción nacional" (和平反共建國, Hépíng fǎn'gòng jiàn guó) en negro, pero Wang lo rechazó. Al final, Wang y los japoneses acordaron que la bandera amarilla se usaría solo en exteriores, hasta 1943 cuando la bandera fue abandonada, dejando a dos gobiernos rivales con la misma bandera, cada uno de los cuales afirmaba ser el gobierno legítimo de China.

## Variantes de la bandera

Los caracteres chinos dicen: paz y anticomunismo (和平反共).
Los caracteres chinos leen: paz y construcción nacional (和平建國).
Otra versión de la bandera del Régimen de Wang Jingwei, lanzada en 1943.
Versión en vertical de la Bandera del Régimen de Wang Jingwei, lanzada en 1943.

Hubo múltiples variantes del pendón utilizado por el gobierno de Wang Jingwei, estas variantes se basaron en la elección regional.

## Bandera marítima e insignia naval

Bandera marítima desde 1940 hasta 1945.[1]
Insignia naval desde el 1 de mayo de 1942 hasta 1945.[1]

La bandera de guerra fue adoptada en conmemoración del segundo aniversario de la reubicación de la capital el 1 de mayo de 1942.